# Alceu Penna
Alceu Penna (Curvelo, 1915 - Rio de Janeiro, 1980) foi um ilustrador e estilista brasileiro. Ficou conhecido pelas Garotas do Alceu, coluna semanal da revista O Cruzeiro ilustrada por ele entre 1938 e 1964. Suas ilustrações das Garotas, jovens, modernas e liberadas, foram um marco na moda feminina brasileira do século XX.
Também fez ilustrações editoriais e publicitárias, desenhou histórias em quadrinhos e figurinos para desfiles de moda e espetáculos de carnaval e dos cassinos cariocas. Fez figurinos para Carmen Miranda e Marta Rocha, entre outras.

## Biografia
Penna nasceu em Curvelo, Minas Gerais, filho de Christiano Penna e Mercedes de Paula Penna, tendo mais dez irmãos. Desde pequeno tinha gosto por desenho, fazendo caricaturas de seus colegas de infância. Após terminar o ensino básico, mudou-se para o Rio de Janeiro em 1932, aos dezessete anos, para morar com um casal de tios. Começou a estudar arquitetura na Escola Nacional de Belas Artes por influência do pai, mas logo abandonou o curso.
Penna passou a sondar editoras por um emprego de desenhista. Em 1933 foi empregado para ilustrar o Suplemento Infantil de O Jornal, dos Diários Associados. Mais tarde, passou a ilustrar as capas da revista O Cruzeiro, carro-chefe da editora. Entre 1937 e 1939, Penna traduziu histórias em quadrinhos norte-americanas para O Globo Juvenil, de Roberto Marinho, concorrente dos Diários;  também ilustrou adaptações em quadrinhos de clássicos da literatura para o mesmo suplemento, como Alice no País das Maravilhas e Sonho de uma Noite de Verão, com texto adaptado por Nelson Rodrigues.
Em 1938, a pedido de Acciolly Neto, diretor-geral do Cruzeiro, Penna passou a ilustrar uma coluna intitulada Garotas, inspirada nas Gibson Girls do ilustrador norte-americano Charles Dana Gibson. A coluna apresentava ilustrações de jovens mulheres em situações de lazer, na praia, em passeios e bailes, com figurinos e penteados modernos, acompanhadas de pequenos textos, escritos por Neto, Millôr Fernandes, Edgar Alencar e Maria Luiza Castelo Branco.  A coluna tornou-se um sucesso, sendo publicada ininterruptamente até 1964; as ilustrações das Garotas, de traços dinâmicos e cores vivas e seus modelitos, penteados e atitudes joviais e despreocupadas eram copiados pelas leitoras da revista, sendo uma grande influência na moda brasileira.
Em 1940, Penna passou uma temporada em Nova Iorque, onde publicou na revista Esquire e conheceu Carmen Miranda; tendo desenvolvido figurinos para a artista, incluindo turbantes, saias multicoloridos e sapatos de sola grossa.  Em 1941, voltou ao Brasil e acompanhou a comitiva de Walt Disney em visita ao Brasil, parte da política de boa vizinhança do governo dos Estados Unidos. Nos anos 40, além de seu trabalho em O Cruzeiro, desenvolveu figurinos para os espetáculos de dança e música do Cassino da Urca.
Em 1946, após a II Guerra Mundial, Penna passou uma temporada em Paris como correspondente da revista. Acompanhou a moda parisiense e adaptou suas influências para o gosto brasileiro em suas ilustrações. Em 1950, sob o pseudônimo de Álvaro Armando, ilustrou a tira Madame para a revista A Cigarra, com texto de Helena Ferraz.
A partir de 1950, passou a se envolver mais diretamente com a indústria da moda. Na década de 1950, ilustrou calendários das Garotas, numa versão de sensualidade mais ousada, para a tecelagem Moinho Santista. A partir de 1962, desenvolveu figurinos para os desfiles da Rhodia na Feira Nacional da Indústria Têxtil.
Em 1975, Penna sofreu um infarto, perdendo os movimentos das mãos. Morreu em 1980, aos 65 anos.